# 100 Demons
100 Demons (з англ. 100 Демонів) — металкор-гурт з Вотербера, Коннектикуту. Учасники будучи справжніми фанатами татуювань, отримали назву колективу від книги традиційних художніх робіт Японських татуювань Хорійоші III.
Через понад десятиліття гри на хардкор сцені Коннектикуту, Deathwish INC. оголосив підписання 100 Demons до контракту запису в 2003. У прес-релізі ярлик цитувався, як вислів «Сьогоднішнім 100 DEMONS інкапсулюють злість і грабіжницьку інтенсивність, яку небагато можуть досягти.» Група тоді знайшлась в Planet Z Studios з продюсером Zeuss (Hatebreed, Shadows Fall), який записав їхній названий собою альбом.
Басистий гравець, Тім відвідав Університет Нової Гавані з 2003 до 2005.
Їхнє відео для «Repeat Process» зображалося на Headbangers Ball-і.

## Дискографія
| Обкладинка альбому | Назва альбому                                                                     |
|                    | In the Eyes of the Lord - Випущено: 17 жовтня, 2000 - Лейбл: Good Life Recordings |
|                    | 100 Demons - Випущено: 20 листопада, 2004 - Лейбл: Deathwish INC.                 |